# Champs de vecteurs sur une sphère
En  mathématiques, l'étude qualitative des champs de vecteurs sur les n-sphères est une question classique de topologie différentielle, initiée par le théorème de la boule chevelue, et par les premiers travaux de classification des algèbres à division.
Plus précisément, la question est de savoir combien de champs de vecteurs linéairement indépendants peuvent exister sur une n-sphère ; elle fut résolue en 1962 par Frank Adams.

## Définitions
On appelle champ de vecteurs sur une variété différentielle la donnée, en chaque point de la variété, d'un vecteur du sous-espace tangent (de façon suffisamment régulière, continue ici) ; plus rigoureusement, il s'agit d'une section (continue par définition) du fibré tangent. Toutes les sphères exotiques ayant des fibrés tangents isomorphes, la question des champs de vecteurs sur les variétés homéomorphes à la sphère se ramène à l'étude des champs de vecteurs sur les n-sphères usuelles.
On dit que k champs de vecteurs sont linéairement indépendants si, en chaque point, les k vecteurs forment une famille libre et on veut déterminer  c(n), le nombre maximum de  champs de vecteurs  linéairement indépendants sur la n-sphère ; si n est pair, c(n) = 0  d'après le  théorème de la boule chevelue (dont une généralisation est le théorème de Poincaré-Hopf).
Si c(n) = n, on dit que la n-sphère est parallélisable ; les résultats de la section suivante montrent que cela n'a lieu que pour n = 1 (le cercle), n = 3 (la sphère des quaternions unitaires) ou n = 7 (la sphère des octonions unitaires).

## Nombres de Radon–Hurwitz
Les nombres de Radon–Hurwitz ρ(n) furent introduits dans des travaux de Johann Radon (en 1922) et de Adolf Hurwitz (en 1923) en rapport avec le problème de Hurwitz (en) sur les formes quadratiques.  Écrivant n comme produit d'un nombre impair  a et d'une puissance de deux 2b, on pose
b = c + 4d,    0 ≤ c < 4.
Alors
ρ(n) = 2c + 8d.
Si n est impair, ρ(n) = 1 ; les premières valeurs de ρ(2n) sont (suite A053381 de l'OEIS) :
2, 4, 2, 8, 2, 4, 2, 9, 2, 4, 2, 8, 2, 4, 2, 10, ...
Une construction directe utilisant les  algèbres de Clifford permet alors d'exhiber ρ(n+1)-1 champs de vecteurs (continus) linéairement indépendants sur la n-sphère ; cette théorie fait apparaître une périodicité d'ordre 8 que l'on retrouve dans le calcul de ρ(n). L'algorithme de Gram-Schmidt permet même de construire ρ(n+1)-1 champs orthogonaux en chaque point.
En 1962, Frank Adams montra que ce nombre était en fait le maximum possible, à l'aide de la théorie de l'homotopie et de la K-théorie.
Les nombres de Radon–Hurwitz apparaissent dans d'autres domaines proches. Ainsi, en théorie des matrices, ρ(n) est la dimension maximale d'un sous-espace vectoriel de l'ensemble des matrices réelles n×n dont toutes les matrices non nulles sont des similitudes, c'est-à-dire produit d'une matrice orthogonale par une constante. En 1952, Beno Eckmann reprit cet ensemble de résultats, les appliquant en particulier à la théorie des codes.